# Voulpaix
Voulpaix é uma comuna francesa na região administrativa de Altos da França, no departamento de Aisne. Estende-se por uma área de 11,55 km². Em 2010 a comuna tinha 373 habitantes (densidade: 32,3 hab./km²).